# 梁肅 (唐朝)

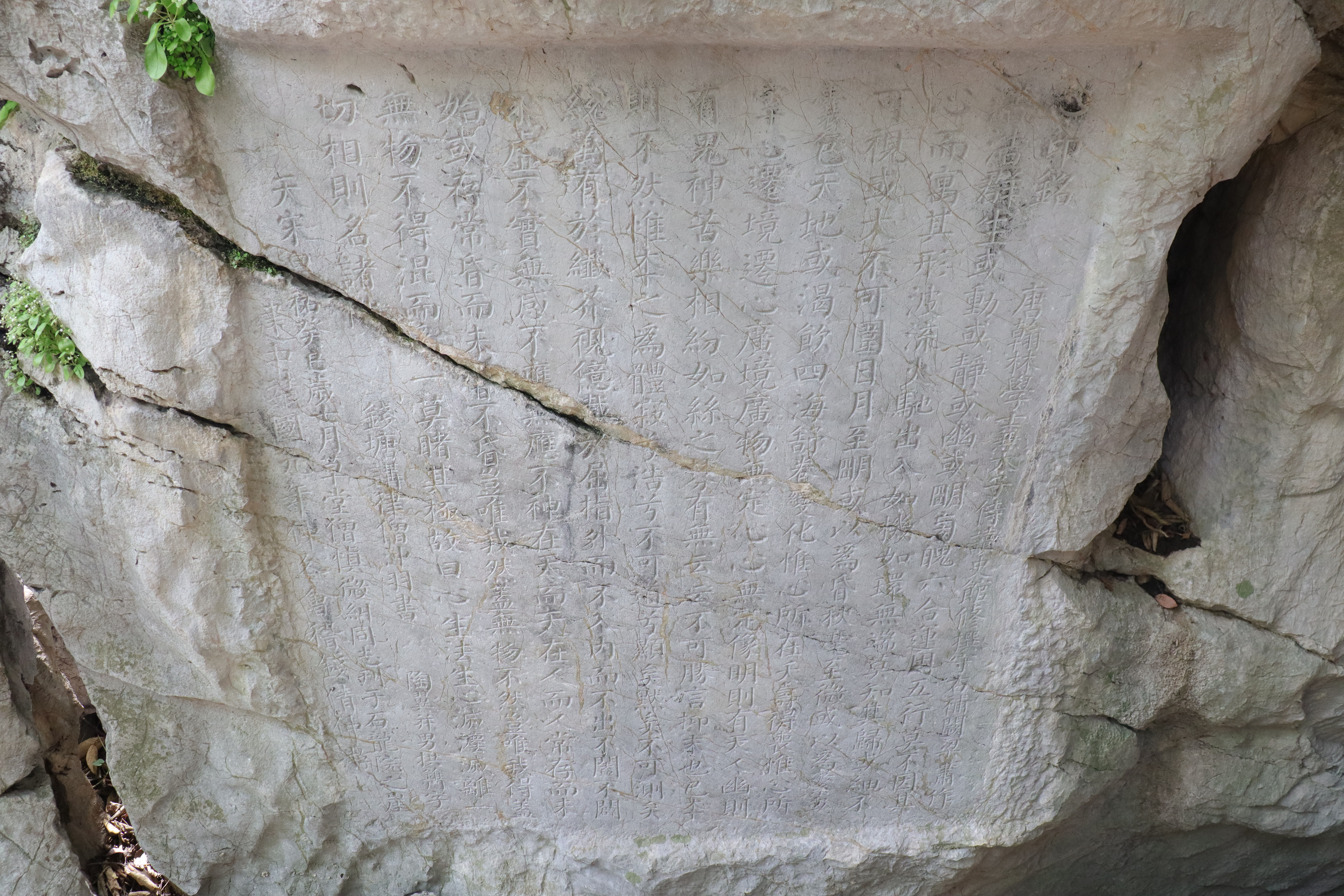
梁肅撰《心印銘》，宋皇祐五年癸巳（1053）由僧人沖羽書寫。在杭州玉皇山石龍洞造像。

梁肅（752年—793年12月23日），字敬之，一字寬中，安定郡乌氏县（今宁夏回族自治区固原市泾源县）人，隋朝刑部尚书梁毗五代孙，唐代官员、散文家。

## 生平
父輩移居函关（今河南新安县东）。九歲時遭逢安史之乱，舉家迁赴江南，大历四年己酉（769年）守父丧，師從李華、獨孤及。崔元翰稱他“立德玩詞以為文”。建中元年（780年）赴長安应举，登文辞清丽科，授太子校书郎。贞元五年（789年），召为监察御史。崔恭認為梁肅的文章是“儒林之綱紀”。權德輿謂梁肅為人“篤厚誠明”。與王仲舒、杨顼、裴枢为忘形之契。
梁肃篤信天台宗，廣德二年（764年）定居常州，為湛然法師弟子。《宋高僧傳》卷六《唐台州國清寺湛然傳》載：“其朝達得其道者唯梁肅學士。”又與皎然、元浩、靈沼、釋去諠、釋法禺等高僧交遊。贞元九年（793年），在万年县永康里逝世，享年四十一岁。诏赠礼部郎中，赙以布帛。次年正月二十八日（794年3月4日），葬於京师之南小赵村之原。作品多佚，《新唐书·艺文志》著录《梁肃集》20卷。《全唐文》存其文6卷。

## 家庭

### 五代祖
- 梁毗，隋朝刑部尚书、邯郸公[5]

### 高祖
- 梁敬实，唐朝朝散大夫、右台侍御史、赵王行台记室、宜春公[5]

### 曾祖
- 梁諤，唐朝朝散大夫、右台侍御史[5]

### 祖父
- 梁昱，唐朝莫州任邱县县令[5]

### 父亲
- 梁逵，唐朝司御率府兵曹参军事[5]

### 夫人
- 京兆韦氏[5]

### 子女
- 梁徽之[5]
- 梁宏之[5]
- 梁振振[5]